# Nikoláyevsk (Volgogrado)
Nikoláyevsk (ruso: Никола́евск) es una ciudad rusa, capital del raión homónimo en la óblast de Volgogrado.
En 2021, la ciudad tenía una población de 13 460 habitantes. En su territorio no hay pedanías.
Se ubica en la costa oriental del embalse de Volgogrado, que la separa de la vecina ciudad de Kamyshin, que está a 4 km pero solamente es accesible mediante puerto fluvial. Por carretera, se ubica unos 150 km al norte de Volzhski, con la cual está comunicada a través de la R229, que recorre toda la orilla oriental del embalse. En Nikoláyevsk, la R229 se separa del embalse y gira hacia el este hacia Palásovka, a fin de poder esquivar la desembocadura del río Yeruslán en su ruta hacia Enguels.

## Historia
Fue fundado en 1747, dentro de un plan del Senado de Gobierno para establecer almacenes de sal en la orilla izquierda del Volga, en los que se guardase la sal transportada desde el lago Eltón. El encargado de fundar este concreto asentamiento fue Nikolái Chemodúrov, del que la localidad tomó el topónimo "Nikoláyevskaya" (Николаевская). En su origen tenía el estatus de slobodá. En 1835 se integró en el uyezd de Tsarev de la gobernación de Astracán. Se desarrolló como un importante núcleo comercial con mercado diario y dos ferias anuales. Al llegar la Revolución rusa tenía ya treinta mil habitantes, aunque perdió más de la mitad de su población como consecuencia de la guerra civil. En 1919 pasó a ser la sede de su propio uyezd en la gobernación de Tsaritsyn, que en 1928 pasó a ser el actual raión de Nikoláyevsk, al definirse los raiones del krai del Bajo Volga. En 1936 adoptó el estatus de asentamiento de tipo urbano.
Debido a la inundación de la zona al construirse el embalse de Volgogrado, la mayor parte del asentamiento original se desalojó, y el actual casco urbano es una refundación que data de 1957. La nueva localidad adoptó el estatus de ciudad en 1967.